# Miasta we Włoszech
Według danych oficjalnych pochodzących z 2011 roku Włochy posiadały ponad 150 miast o ludności przekraczającej 50 tys. mieszkańców. Stolica kraju Rzym i miasto Mediolan liczyły ponad milion mieszkańców; 4 miasta z ludnością od 500 tys. do miliona; 40 miast z ludnością 100-500 tys. oraz reszta miast powyżej 50 tys. mieszkańców. Dla porównania, 70 lat wcześniej, miast o ludności przekraczającej 50 tys. mieszkańców było tylko 68.
Według danych oficjalnych pochodzących z 2023 roku Włochy posiadały 136 miast o ludności przekraczającej 50 tys. mieszkańców. Stolica kraju Rzym i miasto Mediolan liczyły ponad milion mieszkańców; 4 miasta z ludnością od 500 tys. do 1 mln; 38 miast z ludnością 100-500 tys. oraz reszta miast poniżej 50 tys. mieszkańców. Dla porównania, ponad 80 lat wcześniej, miast o ludności przekraczającej 50 tys. mieszkańców było tylko 68.

## Największe miasta we Włoszech
Największe miasta we Włoszech, posiadające co najmniej 140 tys. mieszkańców (wg stanu na 30.06.2023 r.):
| lp. | miasto              | ludność (1990) | ludność (2001) | ludność (2011) | ludność (2023) | zmiana % (1990–2023) | Region                  |
| --- | ------------------- | -------------- | -------------- | -------------- | -------------- | -------------------- | ----------------------- |
| 1.  | Rzym (Roma)         | 2.775.250      | 2.546.804      | 2.617.175      | 2.746.639      | -1,0                 | Lacjum                  |
| 2.  | Mediolan (Milano)   | 1.369.231      | 1.256.211      | 1.242.123      | 1.361.908      | -0,5                 | Lombardia               |
| 3.  | Neapol (Napoli)     | 1.067.365      | 1.004.500      | 962.003        | 909.937        | -14,7                | Kampania                |
| 4.  | Turyn (Torino)      | 962.507        | 865.263        | 872.367        | 836.661        | -13,1                | Piemont                 |
| 5.  | Palermo             | 698.556        | 686.722        | 657.561        | 628.348        | -10,1                | Sycylia                 |
| 6.  | Genua (Genova)      | 678.771        | 610.307        | 586.180        | 558.328        | -17,7                | Liguria                 |
| 7.  | Bolonia (Bologna)   | 404.378        | 371.217        | 371.337        | 388.171        | -4,0                 | Emilia-Romania          |
| 8.  | Florencja (Firenze) | 403.294        | 356.118        | 358.079        | 360.444        | -10,6                | Toskania                |
| 9.  | Bari                | 342.309        | 316.532        | 315.933        | 315.666        | -7,8                 | Apulia                  |
| 10. | Katania (Catania)   | 333.075        | 313.110        | 293.902        | 298.008        | -10,5                | Sycylia                 |
| 11. | Werona (Verona)     | 255.824        | 253.208        | 252.520        | 255.267        | -0,2                 | Wenecja Euganejska      |
| 12. | Wenecja (Venezia)   | 309.422        | 271.073        | 261.362        | 249.684        | -19,3                | Wenecja Euganejska      |
| 13. | Mesyna (Messina)    | 231.693        | 252.026        | 243.262        | 217.891        | -6,0                 | Sycylia                 |
| 14. | Padwa (Padova)      | 215.137        | 204.870        | 206.192        | 206.448        | -4,0                 | Wenecja Euganejska      |
| 15. | Triest (Trieste)    | 231.100        | 211.184        | 202.123        | 198.173        | -14,2                | Friuli-Wenecja Julijska |
| 16. | Parma               | 170.520        | 163.457        | 175.895        | 197.151        | +15,6                | Emilia-Romania          |
| 17. | Brescia             | 194.502        | 187.567        | 189.902        | 196.648        | +1,1                 | Lombardia               |
| 18. | Prato               | 165.707        | 172.499        | 185.456        | 195.906        | +18,2                | Toskania                |
| 19. | Tarent (Taranto)    | 232.334        | 202.033        | 200.154        | 187.279        | -19,4                | Apulia                  |
| 20. | Modena              | 176.990        | 175.502        | 179.149        | 184.038        | +4,0                 | Emilia-Romania          |
| 21. | Reggio di Calabria  | 177.580        | 180.353        | 180.817        | 170.108        | -4,2                 | Kalabria                |
| 22. | Reggio nell’Emilia  | 132.030        | 141.877        | 162.082        | 169.437        | +28,3                | Emilia-Romania          |
| 23. | Perugia             | 144.732        | 149.125        | 162.449        | 161.375        | +11,5                | Umbria                  |
| 24. | Rawenna             | 135.844        | 134.631        | 153.740        | 155.682        | +14,6                | Emilia-Romania          |
| 25. | Livorno             | 167.512        | 156.274        | 157.052        | 152.138        | -9,2                 | Toskania                |
| 26. | Rimini              | 127.960        | 128.656        | 139.601        | 149.148        | +16,6                | Emilia-Romania          |
| 27. | Cagliari            | 204.237        | 164.249        | 149.883        | 147.576        | -27,7                | Sardynia                |
| 28. | Foggia              | 156.268        | 155.203        | 147.036        | 144.586        | -7,5                 | Apulia                  |

## Alfabetyczna lista miast we Włoszech

### A
- Abano Terme
- Abbiategrasso
- Acerra
- Aci Catena
- Acireale
- Acquaviva delle Fonti
- Acri
- Adrano
- Adria
- Afragola
- Agrigento
- Alatri
- Alba
- Albano Laziale
- Albenga
- Alcamo
- Alessandria
- Alghero
- Alleghe
- Altamura
- Amelia
- Ankona (Ancona)
- Andria
- Angri
- Anzio
- Aosta
- Aprilia
- Ardea
- Arezzo
- Argenta
- Ariano Irpino
- Arzano
- Arzignano
- Ascoli Piceno
- Assemini
- Asti
- Asyż (Assisi)
- Augusta
- Avellino
- Aversa
- Avezzano
- Avola

### B
- Bacoli
- Bagheria
- Bagno a Ripoli
- Barcellona Pozzo di Gotto
- Bari
- Barletta
- Bassano del Grappa
- Battipaglia
- Belluno
- Belpasso
- Benewent (Benevento)
- Bergamo
- Biancavilla
- Biella
- Bisceglie
- Bitonto
- Bollate
- Bolonia (Bologna)
- Boscoreale
- Bolzano
- Bra
- Bracciano
- Brescia
- Bresso
- Brindisi
- Brugherio
- Buccinasco
- Busto Arsizio

### C
- Cagliari
- Caivano
- Caltagirone
- Caltanissetta
- Camaiore
- Campi Bisenzio
- Campobasso
- Canicattì
- Canosa di Puglia
- Cantù
- Capaccio
- Capannori
- Capoterra
- Carbonia
- Cardito
- Carini
- Carmagnola
- Carpi
- Carrara
- Casale Monferrato
- Casalecchio di Reno
- Casalnuovo di Napoli
- Casarano
- Casavatore
- Cascina
- Caserta
- Casoria
- Cassano Magnago
- Cassino
- Castelfranco Emilia
- Castelfranco Veneto
- Castellammare di Stabia
- Castelvetrano
- Castrovillari
- Catanzaro
- Cava de’ Tirreni
- Cattolica
- Ceccano
- Cecina
- Ceglie Messapica
- Celano
- Cento
- Cerignola
- Cernusco sul Naviglio
- Cerveteri
- Cervia
- Cesano Boscone
- Cesano Maderno
- Cesena
- Cesenatico
- Chiavari
- Chieri
- Chieti
- Chioggia
- Chivasso
- Ciampino
- Cinisello Balsamo
- Cisterna di Latina
- Città di Castello
- Civitanova Marche
- Civitavecchia
- Civita Castellana
- Civitavecchia
- Colleferro
- Collegno
- Cologno Monzese
- Comacchio
- Comiso
- Como
- Conegliano
- Conversano
- Copertino
- Corato
- Corigliano Calabro
- Correggio
- Corsico
- Cortona
- Cosenza
- Crema
- Cremona
- Crotone
- Cuneo

### D
- Dalmine
- Desenzano del Garda
- Desio

### E
- Eboli
- Empoli
- Enna
- Ercolano
- Erice

### F
- Fabriano
- Faenza
- Ferrara
- Fiuggi
- Florencja (Firenze)
- Foggia
- Follonica
- Forlì
- Frascati
- Frosinone

### G
- Genua (Genova)
- Gorycja (Gorizia)
- Grosseto

### I
- Imperia
- Imola
- Isernia
- Ivrea

### K
- Katania (Catania)

### L
- L’Aquila
- La Spezia
- Lamezia Terme
- Latina
- Lecce
- Lecco
- Lukka (Lucca)
- Livorno

### M
- Macerata
- Mantua (Mantova)
- Marsala
- Massa
- Matera
- Mazara del Vallo
- Merano
- Mesyna (Messina)
- Mediolan (Milano)
- Modena
- Monza

### N
- Narni
- Neapol (Napoli)
- Novara
- Nuoro

### O
- Olbia
- Oristano
- Orvieto
- Otranto
- Orio al Serio

### P
- Padwa (Padova)
- Palermo
- Palestrina
- Pantelleria
- Parma
- Perugia
- Pesaro
- Pescara
- Pescina
- Piacenza
- Pistoia
- Piza (Pisa)
- Pordenone
- Potenza
- Prato

### R
- Rawenna (Ravenna)
- Reggio nell’Emilia
- Rieti
- Rimini
- Roccagorga
- Rossano
- Rovigo
- Rzym

### S
- Salerno
- San Remo
- Santa Marinella
- Sassari
- Savona
- Segni
- Siena
- Sirmione
- Sondrio
- Sora
- Syrakuzy (Siracusa)

### T
- Tarent (Taranto)
- Teramo
- Terni
- Tivoli
- Trapani
- Treviso
- Triest (Trieste)
- Trydent (Trento)
- Turyn (Torino)

### U
- Udine

### V
- Varese
- Vasto
- Velletri
- Vercelli
- Viareggio
- Vicenza
- Viterbo

### W
- Wenecja (Venezia)
- Werona (Verona)